# 포스트 레프트 아나키
포스트 레프트 아나키(Post-left anarchy) 혹은 포스트 레프트 아나키즘(Post-left anarchism)은 전통적인 좌파주의와 아나키즘의 관계에 대한 비판을 조장하는 흐름이다. 많은 포스트 레프티스트는 포스트모더니즘의 영향을 받아 합리주의를 비판하고 보편적인 이데올로기의 경계를 벗어나 조직과 도덕에 대한 비판을 제시한다. 이들은 막스 슈티르너와 상황주의자 인터내셔널의 철학에 많은 영향을 받았으며, 조직에 비판적이기 때문에 전략적으로 사회반란에 초점을 맞춘다.

## 배경
포스트 레프티스트들은 좌파는 그것이 혁명적 좌파일 지라도 시대착오적이며 변화를 창출할 힘이 없다고 주장한다. Anarchy in the Age of Dinosaurs라는 글에서는 전통적 좌파 사상들과 전통적 아나키즘을 비판하며 아나키스트 운동을 다시 젊어지게 하자고 요구했다. CrimethInc.의 글 “니네 정치는 좆나 지루해(Your Politics Are Boring as Fuck)"는 좌파 운동에 대한 또 다른 비판을 제공했다.
왜 억압받는 프롤레타리아가 세계해방을 위한 너의 투쟁에 동참하지 않을까?... 그들은 너희들의 구식의 시위 스타일, 너의 행진 그리고 너희가 들고 다니는 표지판과 모임이 실제 변화를 일으킬 힘이 없다는걸 알기 때문이야. 왜냐하면 그것들은 현상유지의 예측 가능한 부분이 되어 버렸으니까. 그들은 너의 포스트 맑스주의 용어가 통치 체계를 공격하기 위한 무기가 아니라 단지 학술적 분쟁의 언어임을 이미 알고 있어.— Nadia C., "Your Politics Are Boring as Fuck"

아나키즘 철학자인 울피 랜드스트라이커는 포스트 레프트 아나키 담론을 다음과 같이 규정했다.
아나키즘은 뚜렷하게 급진적 운동으로서 좌파와 관련되어 왔지만, 이 관련은 언제나 불안정했다. 권위의 위치에 자리한 좌파들은(스페인의 1936-1937 동안 CNT와 FAI의 지도자로 위치하면서 자신을 아나키스트라고 부른 이들을 포함하여) 아나키스트의 목적인 삶의 총체적인 변화와 이를 이루어 내기 위한 원칙이 투쟁의 수단에서 이미 존재해야 한다는 생각을 그들의 정치적 계획의 장애물로 여겨왔다. 진정한 반란은 언제나 어떤 정치적 계획도 넘어선 영역에 존재했으며, 진정으로 일관된 아나키스트들은 그들의 꿈의 실현이 이 영역을 넘어선 미지의 세상에서 가능할 수 있음을 보았다. 그럼에도 시간이 흘러서 반란의 불씨가 식어갈 때(여전히 맹렬하게 타올랐지만 때때로 1936-1937년의 스페인에서처럼) 주요한 아나키스트들은 그들을 다시 "좌파의 양심"으로서 규정할 것이다. 그러나 아나키스트의 꿈과 원칙이 좌파의 정치적 계획의 장애물로 간주된다면, 그 계획은 아나키스트 운동의 목에 걸린 커다란 짐(millstone)이 될 것이며, 꿈 꿀 수 없는 "현실주의"로서 아나키스트들의 목을 죌 것이다.— Wolfi Landstreicher. From Politics to Life: Ridding anarchy of the leftist millstone

이런 맥락에서 포스트 레프트 아나키 담론에 영향(이들의 모든 측면에 공감하지 않더라도)을 받은 아나키스트들은 자신을 “무슨 무슨 아나키스트”라고 부를지라도 단지 좌파라고 규정되는 것에 거부감을 갖기도 한다. 예를 들어 mic.com의 Jack Smith IV‏이 샬러츠빌 백인 우월주의자들의 폭력사태가 발생하자 혁명적 아나키즘, 자율 반자본주의 운동, 안티파 성향의 웹사이트인 IGD의 알트 라이트에 대한 분석을 공유하며 이들을 극좌파 사이트 라고 언급한 적이 있었다. 이에 IGD는 자신들은 좌파에서 거리를 두고 노동자의 힘과, 연대, 상호부조, 공동체의 자기 방어를 추구한다고 답했는데, 이런 답변 역시 이런 담론에 영향을 받은 것이라고 할 수 있다.
미국의 머레이 북친이라는 아나키스트는 20세기 중후반에 이러한 경향의 아나키즘이 형성되기 시작하자 이들을 비판한 적이있다. 물론 이에 반박한 아나키스트들이 있었는데 그중에 밥 블랙이라는 아나키스트가 유명했다. 블랙은 과거 아나키스트 운동에서의 여러 사례를 언급하며 이런 경향은 단지 아나키즘의 본질과 관련된 담론일 뿐이라고 주장했다. 더욱 나아가 그는 머레이 북친을 아나키즘의 역사의 많은 부분을 부정하는 종파주의자라고 비난 하거나 그의 스탈린주의적 본성(본래 그가 맑스주의자였기 때문에)이 튀어나온 것이라고 비판했다. 그리고 이는 그가 더 이상 아나키스트가 아님을 폭로한 꼴이라고 비난하고 그의 사상은 국가주의의 변종일 뿐이라고 강도 높게 비난했다. 포스트 레프트라는 용어도 블랙과 북친의 이런 논쟁에서 비롯된 것이다.
논쟁에선 북친이 패배 했고 그는 아나키스트 씬에서 물러나서 코뮤널리즘(Communalism)이라는 사상을 만들었다. 이 사상은 이후 PKK의 지도자 압둘라 오잘란이 감옥에 있는 동안 감명을 줘서 PKK가 노선을 변경하는 계기로 작용된다.

## 사상

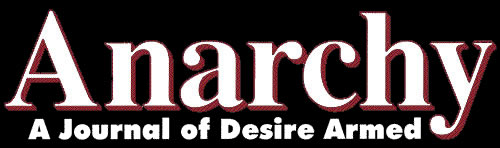
Anarchy: A Journal of Desire Armed, 포스트 레프트 아나키 사상의 개발에 기여한 미국의 출판물

### 조직이론 비판
제이슨 맥퀸(Jason Mcquinn)은 좌익의 조직적 경향에 대해 다음 4가지 결과를 초래할 수 있다고 비판한다.
환원주의:  “오직 사회투쟁의 특정한 부분들만이 그러한 조직에 포함된다. 다른 측면은 무시되고 무효화 되거나 억눌러지며 점점 더 투쟁의 구획화를 유발할 것이다. 이는 엘리트들에 의해 쉽게 조작될 수 있으며, 결과적으로 급진적 비판은 모두 제거된 채로 순수하게 개혁주의의 로비 사회로의 변형을 가져올 것이다.”
전문화 : “조직의 일상적인 운영에 가장 많이 관여하는 사람들은 조직 내에서 점점 더 전문화된 역할을 수행하기 위해 선택되거나 스스로 선정되며, 이는 종종 지도자와 지도받는 이의 분리를 유발시키며 진화하는 조직의 계층적 구조에서 중개자의 역할로서 자리매김 할 것이다.”

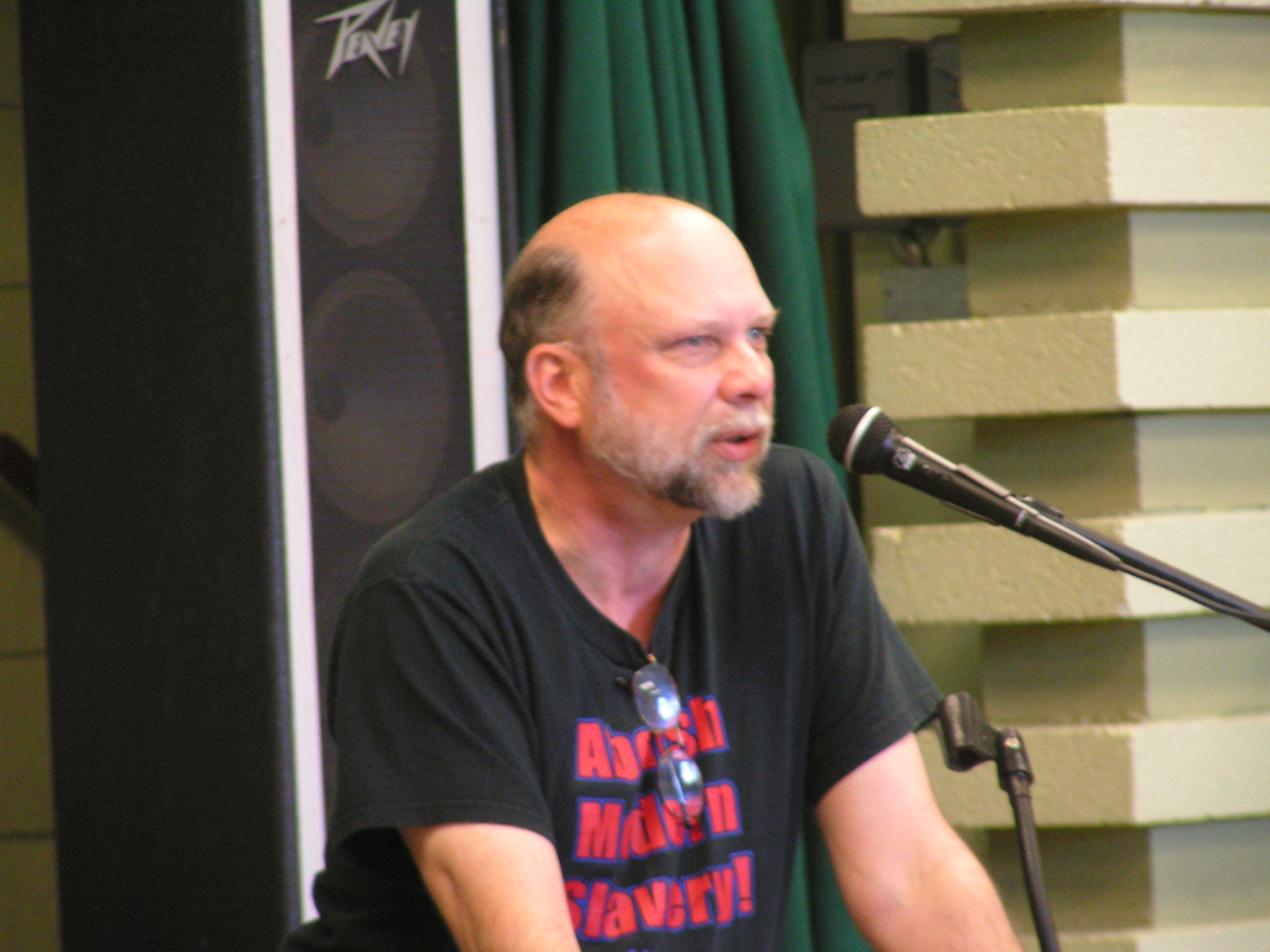
제이슨 맥퀸

대리주의: “공식적인 조직은 반란을 일으키는 사람들보다 점차 전략과 전술의 초점이된다. 이론과 실천에서 조직은 점차 실제 사람을 대체하는 경향이 있으며, 조직의 리더쉽(특히 이것이 공식적인 것이라면)은 그자체로 조직을 대체하는 경향이 있고, 궁극적으로 조직을 구현하고 통제 할 수 있는 최고 지도자가 종종 나타난다.”
이데올로기: “조직은 자기 이론을 구성하는 사람들이 아니라, 개인에게 역할을 할당하는 이론의 주체가 된다. 그러나 모든 자의적 아나키스트 공식적 조직은 일종의 집단주의적 이데올로기에 적응하는 경향이 있으며, 실제 개인의 자유 보다는 정치적 현실성을 추구한다. 주권이 어디에 속하던 간에 거기에는 여전히 정치적 권위가 있다. 주권이 각 개인에게 흩어지지 않는다면, 그것은 항상 어떤 형태로든 그룹에 대한 개인의 복종을 요구할 것이다.”
랜드스트라이커는 From Politics to Life에서 다음과 같이 언급한다.
"사실, 좌파의 조직은 좌파가 제도화된 권력관계를 변화시키려는 수단이다. 이것이 현재의 지배자에게 호소하는 것이든, 민주적 권리의 행사이든, 선거나 무력에 의한 국가 권력의 정복이든, 생산 수단의 제도적 몰수, 혹은 이런 것들의 결합을 통한 것이든 간에 그 차이에 대한 중요성은 거의 없다. 이를 성취하기 위해 조직은 스스로를 대체 권력이나 대항 권력으로 만들려고 노력한다. 이것이 이런 노력이 민주주의와 같은 현재 권력의 이데올로기를 받아들여야 하는 이유다. 민주주의는 앞으로 제시되는 프로그램을 위한 사회적 합의를 창출해야 하는 분리되고 제도화된 의사결정 시스템이다. 권력은 언제나 강제적으로 존재하지만, 민주주의라는 틀 안에서 이것은 이길 수 있는 동의를 통해 정당화된다. 이것이 좌파가 가능한 많은 지지자를 찾고, 정치적 프로그램을 지원하는 숫자를 집계할 필요가 있는 이유다. 그러므로, 좌파는 민주주의에 집착하면서 양적 환상(quantitative illusion)을 포용해야 한다.
지지자를 얻으려는 시도는 가장 낮은 공통분모에 호소하는 것을 필요로 한다. 따라서 중요한 이론적 탐구를 하는 대신에, 좌파는 대중들에게 호소할 수 있길 바라면서, 세상을 바라보는 단순한 시각과 통치자에 의해 저질러진 장황한 도덕적 타락에 대한 교리를 개발한다. 이 이데올로기적 틀에서 벗어난 질문이나 탐구는 격렬하게 비난받거나 몰지각으로 간주된다. 중대한 이론적 탐구에 대한 무능은, 수동성과 무지와는 상관없이 다수의 추종자들에 의한 움직임을, 사상과 실천의 질과 일관성 보다 강력한 운동으로 간주하는 양적 환상을 받아들인 것에 대한 비용이다.
“대중”에게 호소해야 할 필요성은 좌파가 현재의 지배자에게 단편적인 요구를 하는 쪽으로 움직이게 한다. 이런 방법론은 권력관계를 그 뿌리에서부터 도전하지 않으며, 권력관계를 변화시키려는 프로젝트와 확실히 일치한다. 사실 권력자에게 요구를 한다는 것은, 현 관계에 대한 단순한(극단적일 수 있는 가능성이 있지만) 조정이 좌파의 정치적 프로그램의 실현에 충분하다는 것을 암시한다. 이 방법론에서 의문에 부쳐지지 않는 것은 지배하는 질서 그 자체다. 왜냐하면 이것은 좌파의 정치적 틀을 위협할 것이기 때문이다……"
"조직주의에 대한 부정은 어떤 조직이든지 간에 착취 받는 개인이나 집단들, 사회 투쟁, 혁명 혹은 아나키를 대리할 수 있다는 생각에 대한 부정이다. 따라서 모든 공식적 조직(당, 노조, 연맹 등)은 그것의 대리자로서의 역할이라는 문제적 본성 때문에 거부된다. 이것은 혁명 투쟁에 필요한 구체적 활동을 조직할 수 있는 역량에 대한 거부가 아니라, 과업으로서의 조직에 대한 복종과 조직적 프로그램의 형식주의에 대한 거부를 의미한다. 공식적 조직에 대한 필요가 보여준 유일한 과업이란, 언제나 공식적 조직의 개발과 유지일 뿐이었다."

이러한 경향에 대응하기 위해서 포스트 레프트 아나키에서는 자유발의, 자유연합, 정치적 권위의 거부등으로 개인과 그룹의 자율성을 옹호하며, 작고 단순하며 비공식적이고 투명한 일시적 조직을 추구하며, 분산화된 연방적 조직과 소수를 존중하기 위한 직접적인 의사 결정을 옹호한다.

### 이데올로기 비판

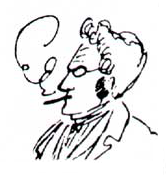
막스 슈티르너. 그의 이데올로기 비판은 포스트 레프트 아나키 사상의 개발에 영향을 주었다.

포스트 레프트 아나키에선 막스 슈티르너의 저작에서 나타난 것처럼 이데올로기의 비판을 고수한다. 제이슨 맥퀸이 말하길 “모든 이데올로기는 본질적으로 인간의 주관성을 소외(혹은 불완정성)의 개념이나 이미지로 대체하는 것에 관여한다. 이데올로기는 사람들이 세계와 그들의 관계에서 더 이상 자신을 직접적인 주체로 파악하지 못하게 하는 허위의식의 체계다. 대신 그들은 세계에서 실제 주체나 행위자로 착각한 추상적인 실체의 유형에 종속된 것으로서 자신을 생각하게 한다. 신, 국가, 당, 조직, 기술, 가족, 인간성, 평화, 환경, 본성, 노동, 사랑 그리고 심지어 자유를 비롯하여 그것이 어떠한 형태일지라도, 이것이 우리가 요구하게 하는 그자체의 존재를 가진 활동적인 주체인 것처럼 잉태되고 제시된다면, 이는 이데올로기에 지배당하고 있다는 것이다.”

### 도덕 부정
도덕은 슈티르너와 니체의 저작에서 볼 수 있는 것처럼 포스트 레프트 아나키의 타겟이다. “도덕은 구체화된 가치 체계다. 어떠한 맥락에서 추출된 추상적 가치는 서판에 새겨져 곧 의심할 수 없는 믿음이 되어 개인의 실제 욕망, 생각, 목표 그리고 그 자신이 처한 상황에 관계없이 적용된다. 도덕주의는 살아있는 가치를 구체화된 가치로 축소시키는 것 뿐만이 아니라, 누군가 도덕에 복종했기 때문에 우월하다고 간주(독선)되게 하거나 사회 변화를 위한 개종의 도구로서 채택된다.” 도덕에 복종하며 사는 것이란 그 미덕에 대한 보상에 찬성하여 특정한 욕망과 유혹을 희생 시키는 것이다.(자신이 처한 실제 상황에 관계 없이)
“도덕을 부정하는 것은 자신의 사회적 소외를 종식시키고자 하는 명확한 목표를 결코 구체화된 특정한 목표와 혼동하지 않고서 자신과 사회에 대한 비판적인 이론을 구성하는 것이다.(항상 자기 비판적이고, 임시적이고 총체적이지 않은) 이것은 정치적 올바름의 도덕성의 미덕을 추구하기 위해 사람들이 희생을 하거나 포기를 하는 것이 아니라 급진적인 비판과 연대감으로 사람들이 얻어내야 할 것을 강조한다.”
제이슨 맥퀸은 "Demoralizing Moralism: The Futility of Fetishized Values"라는 글을 통해 다음과 같이 언급한다.
진정으로 살아있는 공동체(혹은 논쟁)와 사회 전반에 걸친 진정으로 혁명적인 운동이 부재할 때, 많은 급진주의자들은 급진적인 직접행동을 대체하는 다른 활동으로 후퇴하는 경향을 보인다. 가장 쉽게 밟을 수 있는 함정 중의 하나는 급진적 프로젝트가 도덕주의적 프로젝트로 축소되는 것이다(그리고 그 결과로서 파괴적이고 급진적인 담론이 상대적으로 무의미한 도덕적 담론으로 축소된다). 다른 반역자 들과 협력하여 파괴적이고 급진적인 사회 이론을 창조하고, 가능한 많은 지배와 사회적 소외의 양상을 제거하려는 목적으로 동지들과 실천을 행하는 대신에, 이 목표는 사회적 세계를 엄격한 마니교도적 “선”과 “악”이라는 이분법으로 나눈다(모든 맥락에서 벗어나서). 이로써 언제나 어디에서나 “악”은 가능한 억제되며, “선”은 확대된다.
점점 정교해지는 이해를 바탕으로 한 변증법적 사회이론을  점점 정교해지고 파괴적인 실천과 결합하는 대신에, 도덕주의적 이데올로기는 문맥이나 전체적인 면을 고려하지 않고 단순한 나누기와 레이블링을 목표로 한다! 예를 들어 환경적 도덕주의자들에게 SUV와 새로운 주택 개발은 언제나 나쁜 반면, 재활용과 야생은 언제나 선이다. 맥락은 중요하지 않으며 기계론적인 전략을 목표로 하게 된다. 예를 들어 단순히 SUV 사용을 낙담 시키거나(새로운 SUV에 화염병을 던지거나 이것이 더욱 비싸지도록 입법을 위해 노력하는 등 어떤 형태든 간에) 새로운 주택 개발을 방해할(방화 혹은 개발자들에 대한 정치적 압력을 행사하려는 시도) 수가 있다. 전세계적인 사회적 소외와 지배의 일부로서 자본과 국가의 비판(실용적이고 이론적인)을 장려하는 대신에, 도덕주의는 총체적 사회적 세계를 단일 이슈(single-issue)의 눈가리개를 끼고서 바라보게 하는 결과를 야기한다.
도덕주의적 실천은 언제나 죄책감팔이(guilt-mongering, 어떤 식으로든 “악”이라고 레이블링될 수 있는 활동에 종사하는 사람에게)로 향하며 그리고 독선을 유발한다(누군가는 맥락이나 실제 세계의 전개를 전혀 고려치 않은 채 이미 모든 상세한 답변을 준비해 놓았기 때문에). 그리고 이것은 다양한 소비의 선택을 즐길 수 있을 만큼 충분한 특권을 가진 사람들에 의하여 가장 쉽게 실천된다(올바른 “공정무역” 또는 서브컬쳐 상품을 지원하면서 올바른 기업을 보이콧하는 능력을 용이하게 하는 것). 도덕적 실천은 특정 페티쉬화된 “선”한 자질을 극대화하고 악마화된 어떤 “악”한 자질을 최소화하는 것을 목표로 하기 때문에, 사람들이 직면해있는 피상적인 도덕적 딜레마에 대한 전반적인 맥락을 제공하기 위한 사회적 역사적 체계에 대한 뉘앙스의 이해를 발전시킬 수 있는 여지가 거의 없다. 이로써 나오는 결과는 거의 언제나 “이것 이거나, 다른 것은 안된다.”라는 형태를 취하며, 실제 가능성의 모든 범위는 방해받는다.
PC 도덕주의는 아마도 가장 쉽게 인정받는 도덕주의적 실천이다. 그들의 정체성이 피부색에 묶여있는 사람들에게 PC는 반응적(reactive)이고, 인종주의적인 도덕을 장려하는 경향을 나타낸다. 그의 주요한 정체성을 젠더와 묶어놓은 여성들에게, 이 경향은 개인적으로든 젠더에 의해 정의된 우월 그룹의 구체화된 형태인 “가부장제”로든 간에 모든 남성을 악마화하게 한다.
이런 예들은 평화주의나 대부분의 맑스주의 이데올로기를 포함한 여러 형태의 좌파주의, 그리고 다양한 다른 형태의 단일 이슈 캠패인의 급진적 도덕주의에도 적용될 수 있다.
도덕적 실천의 가장 두드러진 측면 중의 하나는 한정된 윤리/강제적 도덕성의 분할을 가로질러 소통하려는 쓸모없는 시도다[이 에세이에 대한 도덕적 반응(reactive)으로서 확실히 입증될 것이다]. 페티시화된 가치 체계에 대한 믿음이 없는 사람들이 그들의 비판과 논평이 사회 상황과 역사적 상황에서 그들 자신의 실제 경험으로부터 발전한다는 것을 분명히 할 때조차도,  이 비판과 논평들은 아직 선언되지 않았지만 초월적인 가치 체계에 근거한다고 가정하는 도덕주의적 틀을 통해 자동적으로 해석된다!......
가장 공허하고 자기패배(self-defeating)적인 도덕주의는 라이프스타일 도덕주의다(특정한 소비 형태를 기반으로 한 페티시화된 정체성을 지지하는 도덕주의적 태도). 우리의 소외와 지배를 강화하고 정당화하는 모든 사회제도에 대한 급진적 비판에 따라 행동하는 대신에, 라이프스타일 도덕주의자들은 자신들의 소비자로서의 선택을 도덕적 선택으로서 승격시키며, 그들이 그들과 도덕적 선택을 공유하지 않는 사람들 보다 더 나은 사람이라고 생각하게 하는 독선을 만들어 낸다. 이러한 라이프스타일 선택은 엄격한 식이요법(채식주의, 비건), 특정한 유니폼 착용(펑크, 노동계급), 특정한 형태의 섹스, 또는 서브컬쳐 상품 소비일 수 있다.(주석:이런 실천 중의 어느 것도 그 자체로는 쇠약이나 자기패배일 필요는 없다. 이를 그렇게 만드는 것은 탈맥락화된 도덕적 태도를 승격화하는 것과 그들의 페티시화이다.)
강제적 도덕성이 무엇이든 간에, 그 효과는 기본적으로 유사하다. 사람의 명확하게 사고할 수 있는 능력 그리고 그 혹은 그녀가 자신의 이익에 따라 행동하는 능력은 타협되거나 방해당한다. 만일 사람이 그 자신과 공동체적 이익에 따라 의식적으로 행동할 수 없다면, 그들은 거의 확실하게 어떤 유행에 있는 다른 이익(소외)에 따라 행동하게 되는 결과를 맞게 될 것이다.

### 정체성 정치 비판
포스트 레프트 아나키는 정체성 정치의 부분적 피해자라는 부분을 비판하는 경향이 있다. 페럴 폰(울피 랜드스트라이커)은 그의 “피해자 이데올로기(ideology of victimization)” 라는 글에서 다음과 같이 언급했다. “피해자 이데올로기의 페미니스트 형태는 공포와 개인의 약점을 조장한다.(그럼으로서 이데올로기에 기반한 지원 그룹이나, 당국으로부터의 온정주의적 보호에 의존하게 한다.) 그리고 그가 피해자로서의 자신의 견해에 부합하지 않는 모든 현실과 경험의 해석에 대해선 눈을 멀게한다.” 그러나 결국 “다른 모든 이데올로기들 처럼, 여러 형태의 피해자 이데올로기는 허위의식에 불과하다. 피해자로서의 사회적 역할을 수용(여러 형태 중 어떠한 형태로든지 간에)함으로서 자기 자신의 삶을 창조하거나 사회 구조와의 진정한 관계를 탐구하지 않기로 결정한다. 모든 부분적 해방 운동(페미니즘, 게이 해방, 인종 해방, 노동자 운동 등)은 개인을 그들의 사회적 역할로서만 규정한다. 이런 운동은 개인이 사회적 역할을 무너 뜨리고 그의 열정과 욕망에 따라 창조하기 위한 수단이 되는 관점의 전환을 포함하지 않을 뿐만 아니라, 이들은 그러한 관점의 전환의 반대되는 힘으로 작용한다. 사회적 역할의 해방에서 개인은 복종받는 상태로 남는다. 그러나 이러한 '해방'의 이데올로기의 틀 안에서 이 사회적 역할의 본질은 피해자다. 때문에 '피해자'가 그들이 무엇인지 잃지 않도록 보장하기 위해서 그들이 당한 고통을 계속해서 장황하게 노래해야 한다. 이러한 '급진적' 해방 운동은 공포의 기후가 결코 사라지지 않도록 보장하며, 개인은 계속해서 그들이 약하다고 여기게 되며 그들의 희생의 근원인 사회적 역할에 자신의 힘이 한정되어 있다고 생각도록 한다. 이러한 방식으로, 이러한 운동들과 이데올로기들은 모든 권위와 모든 사회적 역할에 대한 강력한 반란의 가능성을 억제하는 역할을 한다.”
그는 "이름 없음 : 에고이스트의 정체성 비판(Nameless : An Egoist Critique of Identity)"이라는 글을 통해 다음과 같이 언급 하기도 했다.
얼마나 자주 사람들이 정체성(Identity)과 개성(individuality)을 혼동하는지 보는 것은 재미있다. 정체성이란 단어는 “동일함”을 의미하는 라틴어에 어원을 두고 있다. 그리고 동일함이란 나와 동일할 수 있는 어떤 존재를 의미한다.
개인을 서로 부딪히는 원자로 정체화하는 것은 가능하지만(맑스주의자들은 이것이 개인주의자들의 주장이라고 가정하는 것을 좋아한다.) 그런 원자조차도 너와 내가 그것을 원자로 상정하고, 그것에 정체성을 부여할 때 동일해진다. 원자화는 나의 고유한 개성에 대한 거부의 기초가 될 과정일 뿐이며, 정체성을 식별하는 것은 이 과정에서 중요한 역할을 한다.
슈티르너는 너와 나, 즉 지금 이 순간에 육신을 가진 개인을 “유일자”(der Einzige)로서 언급했다. 슈티르너의 비평가들(Stirner’s Critics)에서 그는 이것이 단지 이름에 불과할 뿐이라고 말했다. 말하기 위해, 쓰기 위해 그저 이름이 필요했을 뿐이다. 그리고 말하길 “유일자는….아무런 내용도 지니지 않았다. 이것은 그 자체로 불확정적이다.” 내가 나의 삶을 살기 전에 이 내용을 채워야 한다는 것은, 네가 너의 삶을 살기 전에 이것에 정체성과 동일함을 부여해야 한다는 것은, 이 고유함을 파괴해야 하는 것과 같다. 유일함에 개념화된 내용을 부여하는 것은 부조리한 일이다.
그러나 내가 유일자라 하더라도, 나는 나에게 강제되는 정체성과 싸워야만 한다. 술집에 들어갈 때, 수표를 교환할 때나 경찰에 의해 멈춰 세워질 때처럼 나 자신을 정체화 해야 하는 진부한 일들은 많다. 이 모든 사례에서, 내가 그들의 규칙에서 요구되는 것과 동일한지 파악하기 위해 누군가는 확실한 법적 권위를 위임 받았다. 나는 술을 마실만큼 나이든 누군가와 동일한가? 나는 수표를 교환받기를 허가받은 누군가와 동일한가? 내가 영장을 발부 받지 않은 누군가와 동일한가? 이러한 정체성들은 내가 살아가야할 개념들이다. 그리고 내가 이 정체성과의 다툼에서 실패한다면, 그 대가를 겪어야 한다. 그러나 사실, 이중 무엇도 나와 동일하지 않다. 내가 원하는 바를 이루기 위해 이중에 어떠한 도전(한잔 하거나, 현금이 필요하거나, 짭새들과 거리를 두거나)과 맞딱뜨려야 하더라도, 나는 그중 무엇도 아니다. 그리고 이들은 나의 고유한 자아를 추상화하고, 그들의 규칙을 준수하도록 강요하며, 개인적인 일관성을 위한 사회적 요구사항을 강제한다는 점에서 나의 적이다. 그들은 나의 소유와 나의 유일함을 약화하길 강구한다.
더욱이 모든 사회 질서는 개인을 인종, 젠더, 민족, 성과 같은 범주적 정체성으로 규정하려 한다. 이것들이 허구일지라 하더라도, 이것은 사람들에게 정신적으로나 신체적으로 영향을 끼친다. 이러한 범주들은 개인을 노예화하고, 개인을 배제하고, 개인을 제한하고, 구타하고 살해하는 등의 역겨운 일들을 정당화 하는데 봉사해 왔다…… 내가 이해할 수 없는 것은 목적을 위해 결속하는 대부분의 사람들이 학대를 제거하려는 공동의 욕망에 근거하지 않고, 이 학대를 정당화 하는데 기여한 정체성에 기반을 두고 있다는 것이다. 다른 말로 하자면, 그들은 파괴하고자 하는 질서의 적들이 아니라, 인정과 정의를 원하는 피해자의 정체성으로서 단결한 것이다. 사회질서는 고유한 개인이 아닌, 범주만을 인식한다. 정의는 오직 측정되고, 잴 수 있는 것, 즉 비교되고 등치 될 수 있는 것만 다룰 수 있을 뿐이다. 정체성과 동일함은 집단에 속하며, 사회적 인식과 정의를 요구하는 다른 방법이다. 나는 에고이스트이자 나의 유일성을 인지하는 자로서 그들과는 다르게 범주적 정체성을 파괴함을 목표로할 것이다. 만일 내가 타인과 단결한다면, 그들의 목표와 힘으로서 나 자신을 향상시키는 사람일 것이다. 정체성 정치가 아니라 나 자신과 나의 연합을 위해 정체성과 정치를 파괴할 것이다. 그러나 나는 도덕주의자가 아니다. 나는 그것이 거짓이라고 인지 하면서도, 어떤 의미에서 정체성을 사용한다. 사실 내가 "나"라는 말을 사용할 때, 나는 정체성을 사용하는 것이다. 이 말에서 나는 나 자신을 자신의 과거의 개념과 함께 즉각적이고 구체적인 자아로서 지금 여기 있는 존재로서 정체화한다. 유일자(지금 여기 구체적으로 존재하는 나)로서 나는 그것과 동일하지 않지만, 그것으로 정체화하는 정도까지 나 자신을 그것과 단결시키기로 선택한다. 이것은 나와 관련된 세계와 타인과 상호작용 하는 것에 중요한 역할을 주기 때문이다. 그러니 이런점에서 정체성은 내 도구가 될 수 있다. 그러나 나는 범주적 정체성을 말한 것이 아니라, 개인적 정체성에 대해 언급한 것이다. 이는 내가 자신을 위해 만든 방정식이며 나의 자기향유(self-enjoyment)를 향상시키기 위해 사용하는 개념적 도구에 지나지 않는다. 내가 나를 그런 것들과 동일시 한다면, 나 자신을 기만하는 것이다......
정체성은 자신이 무엇인지를 정의하는 것이다. 내가 말했듯이, 그러한 정의를 가지고 노는 것은 의미가(혹은 즐거움이) 있을 수도 있다. 그러나 그러한 정의들은 결코 나일 수 없다. 오히려 그것들은 나를 역할이나 역할의 집합체라는 감옥에 가두어 버릴 수 있다. 내가 노예이길 원하지 않고, 때때로 나의 즐거움에 봉사하기 위해 가면을 쓰는 경우를 제외한다면, 나는 그런 역할을 거부해야 한다. 물론 내가 역할에 따르지 않을 때, 나는 기관과 그들의 세계를 보는데 제도적 방법을 사용하는 사람들에게 예측할 수 없고 일시적이며 이해할 수 없는 존재가 된다. 슈티르너는 슈티르너의 비평가들에서 “유일자(unique)라는 이름을 붙이고서 이름은 이를 지칭하지 않는다고 말했다.” 고유한(unique) 개인으로서 나는 분명한 이름이 없으며, 이와 같이 분명한 정체성도 없다. 나는 지금 이 순간에 단지 나일 뿐이다.

그는 From Politics to Life에서 다음과 같이 언급하기도 했다.
단편적인 접근법과 범주화에 대한 정치적 필요성은 좌파가 그들의 회원자격으로서 “노동자”, “여성”, “유색인종”, “게이와 레즈비언” 같은 억압받고 착취받는 집단을 가치부여 하는 방향으로 향한다. 이 범주화가 정체성 정치의 기초다. 정체성 정치는 억압받는 사람들이 그들의 억압에 대항한다고 가정된 행동을 통해 강화되는 특정한 사회적 범주를 선택하도록 하는 특정한 형태의 허위 대립이다. 사실, 이 사회적 역할에 대한 지속적인 정체화는 정체성 정치로 이 사회에서 자신의 상황을 깊이 분석하고, 개인으로서 그들의 억압에 대항하는 행동을 하는 사람들의 능력에 제약을 가한다. 따라서 억압을 초래하는 사회적 관계의 지속을 보장한다. 그러나 민주주의라는 틀안에서 그런 사회적 범주들은 압력 집단이자 파워 블록의 역할을 하기 때문에 이러한 범주에 속하는 회원들은 오직 좌파의 정치적 계략을 위한 말(pawns)로서만 유용할 뿐이다.
좌파의 정치 논리는 이것의 조직에 대한 요구와 함께 민주주의와 양적 환상을 포용하며, 사람들을 단지 사회적 범주로서만 가치 부여한다. 이는 본질적으로 집단주의적이며, 그렇게 개인을 억압한다. 이것은 개인을 좌파의  프로그램이나 조직 등, 다양한 이유에 희생할 것을 촉구하는 것으로서 나타난다. 이런 요구 뒤에는 집단 정체성, 집단 책임감, 집단 죄책감에 대한 조작적인 이데올로기가 있다. “특권” 집단(“이성애”, “백인”, “남성”, “제1세계”, “중산층”)의 일부로 분류되는 개인들은 그 집단이 저지른 모든 억압에 대한 책임이 있다. 그들은 그 “범죄”를 갚도록 조작되어, 그들 보다 더 억압받는 사람들의 운동에 무비판적인 지지를 보내도록 조작된다. 억압받는 집단의 일부인 것으로 정의된 개인들은 그 집단의 집단 정체성을 받아들이도록 조작되며, 그들에 대한 의무적인 “연대”(자매애, 흑인 민족주의, 퀴어 정체성 등)를 표명하도록 조작된다. 만일 그들이 이 집단 정체성을 거부하거나 혹은 더욱 심도 있고 급진적인 비판을 제시한다면, 이는 그들의 억압을 받아들이는 것과 동일시된다. 그 자신 혹은 그녀 자신으로서, 그/녀 자신의 삶에서 경험한 억압과 착취에 대항하는 개인은 그/녀의 투쟁이 국가와 자본(이른바 “부르주아 사회”)이 우리에게 부과한 집단적으로 소외된 사회활동의 결과물인 소외, 분리 그리고 원자화에 정확하게 향하더라도, 이 투쟁은 “부르주아 개인주의”라고 비난받는다.
좌파주의는 정치적 프로그램으로서의 사회 투쟁의 적극적 인식이기 때문에, 이는 이데올로기적으로 위에서 아래로 향한다. 좌파의 투쟁은 이 사회가 착취하고 지배하고 쫓아내어버린 살아있는 개인의 욕망과 필요와 꿈에서 성장하지 않는다. 이것은 자신의 삶을 자신의 것으로 재전유하고 이에 필요한 도구를 찾고자 하는 사람들의 활동이 아니다. 오히려 이것은 사람들의 투쟁의 위와 앞에 존재하는 좌파의 지도자들이나 조직의 회의에서 공식화된 개인을 종속케 하는 프로그램이다......
집단에 대한 개인의 종속을 의미하는 집단주의와 집단 책임감은 거부(이 거부는 사회나 계급 분석을 거부하는 것이 아니다. 그런 분석에서 도덕적 심판을 거부하는 것이다. 사람들은 스스로 어떤 범주에 속해 있을지 아무런 선택을 할 수 없지만, 그들이 속해있는 것으로 간주되는 “유대인”, “집시”, “남성”, “백인” 등의 사회적 범주의 이름으로 행해지거나 기인한 활동에 대해 개인을 비난하는 위험한 관행을 거부하는 것이다.) 되어야 한다. 누군가는 “특권”을 가지고 있다거나, 누군가는 특정한 억압받는 집단에 속한다는 추정에 기인하여 어떤 투쟁이나 운동에 대해서도 무비판적인 연대를 표명해야 한다는 생각은, 어떤 진정한 혁명적 과정에서라도 주요한 장애물이 될 것이기 때문에 거부 되어야 한다. 집단적 프로젝트와 활동의 창설은 그것에 관련된 개인의 필요와 욕망에 봉사하기 위한 것 이여야 하며, 그 반대가 되어서는 안된다...... 혁명의 주요한 목적은 각 개인이 자신이 선택한 이들과 함께 자유연합 속에서 자신의 존재 조건을 결정(즉, 삶의 개인적, 사회적 재전유)할 수 있는 해방을 위한 것이어야 한다.

Lupus Dragonowl이라는 아나키스트는 Anarchy: A Journal of Desire Armed을 통해 "Against Identity Politics : Spectres, Joylessness, and the contours of ressentiment"라는 글에서 다음과 같이 언급한다.
정체성 정치가(Identity Politicians, IPs)란 권력을 얻기 위한 수단으로써 정체성 범주의 유령을 이용하는 특정한 좌파를 가리킨다.  여기에 논의된 의미에서 그들은 정체성의 범주에 의하여 억압받는 사람들의 집단과 동일시 되어서는 안되며, 투쟁의 핵심으로서 정체성을 우선시 하는 부분집합의 사람들과 동일시 되어서는 안된다. 모든 여성, 흑인, 유색인종(POC) 혹은 특정지정 가능한 집단의 사람들이 IPs인건 아니며, 모든 페미니스트, 반인종차별 운동가, 또는 심지어 분리주의자가 IPs인건 아니다. 인종차별, 성차별 그리고 정체성에 기반한 축에 따라 행해지는 여러 억압은 사회학적으로 현실이며, 그러한 억압에 맞서는 사람들이 모두 IPs 인건 아니다......
사실, 이런 비판의 양상은 정체성의 영역에서 활동하는 많은 이론가들에게서 이미 나타났다. 예를 들어서, 반식민 운동의 상징적인 인물인 프란츠 파농은 이분법적 정체성은 대인 관계를 변형시키고 식민지 권력을 재생산 한다고 주장했다. 식민 권력에 대한 투쟁은 실제로 줄일 수 없는 적대감이지만, 그것의 궁극적인 목표는 소외에서 벗어난 완전한 인간으로서 그런 이분법을 넘어서는 것이다(Wretched of the Earth, 238-9). 심지어 그는 거의 슈티르너적 주장을 하기까지 했다. “진정한 도약은 창의성을 현실에 도입하는 것이다… 나는 끝없이 자신을 창조한다”(Black Skin, White Masks 204). 비슷하게 글로리아 안잘두아(Gloria Anzaldúa)는 그녀의 후기 저작에서 우리는 인종적 또는 사회적 범주보다 넓은 우주적 또는 아원자의 수준에서 정체성을 공유하는 우주의 시민이다 라고 언급했다(This Bridge We Call Home, 558).  그녀는 IPs를 향해 그룹들 사이에 장벽을 세우고 폭력을 유발한다고 비판했다(Interviews, 118). 물론 그들은 슈티르너주의적 입장에 도달하지는 않았다. 파농은 인본주의를 향했으며, 안잘두아는 영성적 전체론을 향했다……
여기서 비판하는 것은 특정 이론적 지향보다는, 특정한 정치 노선에서 벗어난 모든 것들을 향해 억압이라는 레이블링하고, 거의 즉시 공공연하게 비난과 배제를 하며, 적절한 경계단속(boundary-policing)을 통한 분석적이고 범주적인 경직성을 수반하는 특정 정치 스타일에 대한 비판이다…...
IPs는 하나의 축을 우선 순위에 두며, 주요 모순이라고 주장한다. 그들은 모두가 이 축에 집중할 것을 요구한다. 누군가 그러지 않는다면, IPs는 그들을 향해 인종차별주의적, 성차별적, 백인 우월주의적, 가부장적 같은 레이블링을 해버린다. 이와 같이 누군가 억압받는 집단(대체로 IPs 자신들인)의 지도력을 거부하거나, IPs가 주장하는 정치 노선에서 이탈하거나 IP를 비판한다면 동일한 반응을 불러일으킨다. 그런 용어는 올바른 집단의 구성원에 의해서만 배포되며 비판을 침묵시키는데 사용된다. 가부장제 증오자들의 경우, 그들은 심지어 폭력이라는 단어도 독점해 버린다. 그들에게 반대하는 이들은 “폭력으로 간주되는 것을 결정해서는 안된다"(Voline). 주요 모순에 대한 아이디어는 다른 이슈와 우선 순위를 경멸하는 결과를 야기한다. 예를 들어서, APOC 안에서 인종에 집착하는 IPs는 “젠더와 계급에 대한 지껄임”에 대하여 인종 문제에서 벗어나게 하는 “교란전술”의 사례라고 주장했다 (Anon, Open Letter). EWS의 초기 저작들은 인종 이외의 다른 문제를 “주의산만”으로 처우했으며(Dot Matrix), 로렌조 어빈은 “반인종차별/반식민주의”가 모든 활동가 집단의 핵심 요소여야 한다고 주장했다(315). 그는 또한 그 자신의 의제에서 벗어난 모든 활동(기후변화에서 반파시즘에 이르기 까지)을 “백인 권리”의 문제라고 주장했다(133, 290, 302).
이런 정치 스타일은 정체성을 경직되고 권위주의적인 방식으로 경계를 매긴다(boundary-polices)......
슈티르너적 아나키스트의 관점에서 볼 때 IPs의 문제의 근본은 초월적이고 추상적인 가치의 범주를 이용함으로써 가치를 소유하고 정의하는 유령에 있다. 슈티르너의 이론에서 억압의 문제는 사람들이 유령을 가치있게 여기며 유령에게 이득을 주는 것들이다(“유일자”로서 그들의 욕망으로서 가치를 정하는 대신에). 모든 범주와 말, 개념은 우리가 단지 우리의 속성이나 특성을 참조하는데 이용하는 것을 포함하여 그들이 우리를 소유하고 지배하게 허용한다면, 유령이될 수 있다. 만일 사람들이 본질적으로 그리고 특정한 무언가(인간성, 백인성, 흑인성, 남성성, 여성성)로 정의된다면, 이는 언제나 소외를 유발한다. 왜냐하면 그 범주란 언제나 “그 자신이 아니라, 그의 본질”이기 때문에 “나의 무가치함”을 요구하기 때문이다…...
슈티르너적인 관점에서 인종주의나 가부장제 같은 억압의 시스템은 특정한 유령에 의해 부과된 억압이다. 젠더와 인종 등에 기반한 억압은 사회학적으론 현실이지만, 궁극적으로는 다른 사람을 유일자로서 여기지 않고 여성성이나 “또 다른 X”로 여기는 것 같이 유령을 부과하는 사람들에게 달려있다. 그런 시스템은 타자를 배제하여 특정 범주를 가치있게 여기는 것을 수반하며, 그 배제된 사람들에 대한 폭력을 유발한다.
그러나 한 유령이 다른 유령에게 종속되는 것은 근본적인 문제가 아니다. 문제는 유령들이 그들이 가치롭다 하는 범주에 포함되는 사람들에게 힘을 주거나 해방을 시켜주지 않는다는 것이다. 왜냐하면 그 범주에 속한 사람들은 완전하고 대체할 수 없는 존재로서의 그가 아니라, 오직 범주로서만 가치가 있기 때문이다. 따라서 인류의 권리나 백인은 특권은 결코 나의 권리거나 특권일 수 없다. 나의 유일한 존재는 인류나 백인성과 동일하지 않기 때문이다. 내가 인간이나 백인(각 범주의 확장된 집합에 속함으로써)으로서의 자격이 된다고 하더라도, 그곳엔 언제나 유령이 금지한 유일함의 잔여물이 남는다. 슈티르너의 비인간의 개념은 이를 분명히 표현한다. 비인간은 인간이라는 범주에 포함될 수 있지만, 유일함을 인류 앞에 두는 것으로서 본질에서 벗어난 것으로 간주된다. 그 비인간이라는 요소는 해방되지 않을 뿐만 아니라, 감금되거나 정신병원에 강제 수감될 것이다. 원주민은 언제나 인간의 확장된 집합에 속했다. 그러나 역사적으로 그들은 식민 개척자들이 정의한 인간의 가치라는 본질에서 벗어났기 때문에 근절되고 동화되었다. 대리적 범주의 서열화는 실존하는 자들을 추상적인 범주에 종속시키는 억압의 제스처 이후에 나타나는 두번째 억압이다.
유추하여 보면 백인이나 남성의 특권은  확장된 집합이 아니라 유령의 특권이다. 일반적으로 규범적으로 정의된 일련의 특성들을 가진 범주로서의 유령이 있다(남성성, 백인성, 인간성). 그리고 그들이 그런 특성을 가지거나 그렇지 않을 수도 있는, 유령의 일부로 분류될 수 있는 사람들이 있다. 남성 백인은 그 범주의 지배적인 아이디어에 순응하지 않을 때, 비백인, 비남성이 된다.  우리는 백인의 특권이 백인이라고 정의된 어떤 사람이 소유한 것이 아니라고 말할 수 있다. 이것은 백인성의 범주라는 외계의 유령에 의해 소유된 것이다.
유령은 아감벤이 이론화한 주권과 연결되어 있다. 정치적 통치자는 어떤 확장된 집합이 유령의 본질에 부합하는지 결정(누가 인간이고, 누가 비인간인가)할 수 있는 권력과 그것에 가치를 부여할 수 있는 권력이 있다. 이것은 지배적 규범성에서 벗어난 사람들의 가치를 절하하는 “심연의 사고”로 향한다. 마오주의와 레닌주의에서 주권은 전위당론이나 대리주의의 형태로 운영된다. 당이나 지도자는 유령을 정의하고 그것에 포함되는 모두를 위해 말한다고 주장한다. 그러나 그러한 진술은 경험적 주장이 아니라 정치적 결정이다. IP 지도자는 POC와 흑인과 여성을 위해 말한다고 주장하지만, 결코 그 범주에 속한 모든 사람들을 위한 것이 아니다. 교활한 의미론적 움직임에 의해서 억압받는 자가 그 전위대를 비판하는 순간, 그들은 더 이상 억압받는 자가 아닌 게 되며, 객관적으로 압제자와 동맹한 자로 간주된다. IP의 적은 곧 전체 범주(유령)의 적이 된다.
IPs는 유령이 물질적으로 실재해야 한다고 상정한다. 슈티르너주의자들은 이것은 대표될 수 없는 것이라고 생각하지만, IPs는 이것이 본질적으로 식별될 수 있다는 맑스의 견해를 따른다. 슈티르너에게 있어서 이분법은 유령의 인위적인 효과지만, 맑스주의자들에게 이것은 현실 안에서의 이분법적 구조의 정확한 이론적 반영이다. IPs의 견해는 마오주의의 파생물이다. 젊은 IPs가 마오주의에 직접적인 영향을 받지는 않았을 테지만, 마오주의 정치 논리의 중요한 요소들은 초기 정체성 정치에 유입되었고 그 영향력을 계속해서 발산하고 있다.
마오주의자들과 IPs는 강한 구조적 결정론자들이다. 이것은 그들이 거대 사회 구조가 사람들의 정체성과 정치적 경향을 결정한다는 사회생활의 모델에 대한 가정에 기반해 활동한다는 것을 의미한다. 예를 들어, 어빈(Lorenzo Ervin)은 모든 백인 급진주의자들은 “인종 특권을 가진 중산층이며… 그들의 개인적인 신념은 중요하지 않다”라고 언급했다.  IPs는 사람이 고유한 개인으로서 존재한다는 사실을 
전면적으로 부정한다. APOC 저자는 다음처럼 언급하기도 했다. “네가 고유한 존재라고 생각하는 것은 완전히 거만하고 가식적인 짓이다. 너는 그저 또 다른 백인일뿐이다”(Anon, Open Letter). 사람은 특정한 사회구조에 의한 파생물로서 축소된다. 이러한 구조적 결정론은 사람의 무의식적인 관심사와 신념과 행동을 포함한 물질적 이해관계가 구조에 의해 결정된다고 주장한다. 사람의 실재하고 무의식적인 욕망은 언제나 “인종적 욕망”이며 “계급화되고 젠더화된 주체성”에서 기인한다고 주장한다(comments on Anon, Smack a White Boy Part Two). 특권을 지닌 사람들의 경우, 욕망은 해방되는 것이 아니라, 정화되어야 하는 것으로 간주된다. 억압받는 자들은 경우, 그들이 욕망하는 것은 유령을 따른다는 조건하에 자동적이며 본능적으로 옳은 것으로 간주된다……
이러한 모든 입장은 우리가 우리의 유령이라는 견해를 수반한다. 윌리엄스(Kristian Williams)가 주장했듯이 이것은 사람들을 “본질적으로 그러한 특정 유형의 사람”으로 분류해 버린다. 그리고 학대자/압제자들이 억압받는 자들에 대해 저지르는 짓과 동일하게 그들을 “특정 이념적 노선을 발전시키기 위해 사람들이 사용하는 정치적 상징”으로 만들어 버린다. 일반적으로 억압받는 유령을 돕는 것은 무엇이든 선이며, 이를 손상시키는 것은 그것이 무엇이든 악이다. 침묵시키기, 폭력, 학대, 퇴거 등의 행동이 전자에 속한다면 찬양받으며, 후자의 경우라면 비난 받는다. 사람의 의도는 무관하며, 실제 의미는 IP의 프레임에서 정의된 효과에서 기인한다. 활동가로서 역사적 역할을 모방하여(Vaneigem, 111; Anon, Give Up Activism), IP는 자신이 유령에 대한 지식과 그것에 대한 정확한 응답을 할 수 있다고 주장하면서 자신을 억압에 대한 전문가로서 없서는 안될 불가결한 존재로 만들어 버린다.
그러한 유령등은 제외된 사람들의 분노를 통제된 정치 형태로 돌리는데 이용된다. 마오주의는 무자비한 통제의 권력정치이지만, 이것은 소외된 사람들에게 힘을 실어주는 순간을 담고 있기에 그들에게 매혹적으로 호소된다. 특히 권력에서 벗어났을 때, 마오주의는 땅주인이나 정부 공무원 같은 현실의 압제자들에 대한 누적된 분노의 표출을 조장한다…… 그러나 권력을 장악하게 된다면, 마오주의자들은 권력을 장악한 자들에 대한 공격을 계속해서 허용할 수 없다. 대신, 그들은 신중하게 관리되는 비난 캠페인으로써 권력을 잃은 이전 압제자들과 같은 민간악마들에게 분노가 돌아가게 한다(Perry and Li, 7). 유럽과 아메리카의 맥락에서 이것은 모럴 패닉의 형태를 취한다.
마오주의자들과 IPs는 실재주의와 관점주의라는 모순된 두개의 호환될 수 없는 존재론을 융합시킨다. 실재론자들은 누구든지 합리적인 방법을 통하여 외부의 현실을 알 수 있다고 주장하지만, 관점론자들은 모두의 견해가 문화적으로 고유하며 어떤 견해가 다른 것들보다 진실인지 확증할 수 있는 방법이 없다고 주장한다. 마오주의자들과 IPs는 주요 모순과 특권을 가진 이들에 대한 행동(외부에서 알 수 있는 구조로 축소)을 묘사하는데 있어서는 존재론적 실재주의자들이지만, 억압받는 자들의 견지에 있어서 그들은 관점주의자들이다. 흑인이 무언가 인종차별이라고 말하면, 그건 인총차별이다(comments on Jarach et al). 여성이 학대를 주장한다면 이 주장은 자명한 사실로 간주된다(comments on Black Orchid Collective). 이것은 여성과 흑인을 의심의 여지없이 경청하고 복종해야하는 전문가로 변모 시킴으로써 타인들 뿐만 아니라 그들 자신 마저도 비인간화하는 위치로 내몰아 버린다……
마오주의이론에서 지식은 대중에게서 비롯되는 경험과 전위대에게서 비롯되는 합리적 이론의 융합이다(Mao, On Practice). 실천에 있어서 이 지식은 당에 의해 체계화되고 재가공되어 대중의 비매개된 경험인양 제시되었으며, 그것은 대중집회, 비난 캠페인을 통해 순전히 대중에게서 비롯된 지식인양 행세했다.  운동에서 불일치는 “비판과 자아비판으로 해결된다” (Mao, On Contradiction). 실제로 이것은 비난과 자기비난을 의미했다. 문화대혁명의 기간동안 서로 다른 마오주의 파벌들은 자원 경쟁의 일환으로 서로를 “객관적인 반혁명세력”이라며 비난했다. 이런 접근법적 요소는 IPs의 행동에서도 볼 수 있다. 전자는 특정 집단(흑인, 여성, 등)에 대한 지도력에 대한 주장을 하는 것으로서 나타나며, 후자는 뚜렸한 자기비하와 정치적 퍼포먼스에 기반하여 얼라이들(allies)에게 위신을 분배하는 것으로써 나타난다.
억압받는 사람들 사이에서의 비난, 배제, 경계 유지(border-policing)와 그들과 우리라는 이분법의 촉진 그리고 주요 모순에 대한 지껄임은 IPs와 마오주의자들이 권력에 독립적인 권한을 부여하는 방법이다. 아나키즘은 마오주의의 적이다. 이것은 아나키즘이 억압을 부정하거나 특권적 위치의 견해를 가져서가 아니라, 이것이 억압받는 자들의 자기표현을 강조하기 때문이다.
그들이 해방, 자율, 탈식민화등을 이야기 함에도 불구하고 그러한 관점은 구체적인 사람들이나 심지어 유령에 의해 범주화된 구체적 사람들(여성, 흑인, POC 등)의 해방이 아니라 유령의 해방을 의미한다. 이것은 유령의 일원에 의한 리더십이나 권위주의적 규칙은 문제가 되지 않는다는 것을 암시한다. 그것은 여전히 유령에 의한 자기결정이며 유령에 속한 구성원들이 아무런 자율성을 보장받지 못하더라도, 유령 자체는 자율성을 유지하게 된다. 이것은 리베이로(Pedro Ribeiro)의 에세이 Senzala or Quilombo에서 명확하게 나타난다. "(킬롬보는)공산주의 사회가 아니였다" 반대로 왕이 존재 했다. "그러나 그건 중요한 것이 아니다... 이건 자유와 자결권을 지녔었다." 그 지도자가 POC인 한 자율적인 공간이라는 것이 계층적 구조를 가졌다는 사실은 중요하지 않다는 것이다.
이 유령의 우선권을 강제하기 위하여 IPs는 지나친 단순화를 장려하며, 스테레오타입과 역할들 사이의 광범한 동일화를 재현한다(Vaneigem, 134). 어떤 집단의 사람들(백인, 남성, 이성애자, 중산층)은 특권을 지닌것으로 간주된다. 그 특권이란 대체로 제3자(예를 들면 경찰)의 행위에서 비롯된 것임에도 불구하고, 개인의 것이라고 주장한다. 그러나 이것은 특권을 지닌 사람이라는 것이 어떻게든 억압받는 개인의 직접적인 압제자라는 암시를 전달하며 (Kill Whitey, True Colors,에서 “백인”을 압제자로서 언급), 그들은 단지 고립된 엘리트의 일부일 뿐이고(Ervin, 309) 억압에 대하여 전적으로 “기뻐하고 있다고” 가정해 버린다(Anon, Open Letter). 전략적으로 이것은 실제로 억압받는 사람에 대한 억압과 차별을 조장하는 사람보다 특권을 가진것 같은 사람에게 집중한다…...
정치 전략적 관점에서 IPs는 사람들이 구조적으로 책임이 있다고 정의한 일에 종사하여야 한다고 선언하며, 사람들이 그들 자신의 욕망에 따르지 못하게한다. 이것은 사람들이 그들의 힘을 복돋고 외부적 투쟁을 하도록 장려하는 것이 아니라, 사람들이 그들의 약함과 내적훈련에 집중하도록 장려함으로써, 지배적 사회 체제에 대항하게 장려하기 보단 주로 개인 활동가들의 심리에 억압을 가한다(Gelderloos). IPs는 운동에 지도자가 있어야 한다고 주장하면서, 그 지도자는 반드시 억압받는 집단 출신이어야 한다고 고집한다(Dot Matrix, CWS; Ervin, 291). 공간은 반드시 규범적 규제의 광범한 정책을 이행해야하며 그럼으로써 안전공간(safe space)의 기준에 부합하는 인클로저를 형성해야 한다. 이것은 “자유에 대한 욕구를 능가하는 보호와 보안의 필요성”을 넌지시 내비친다(Landstreicher, 12). 이를 거부하는 것은 급진적 운동 내에서 인종차별/성차별로 간주된다…… 안전공간 정책을 통한 규범화된 단속은 미시적 억압에 대한 위협보다 더욱 거대한 비난과 정화의 위험을 만들어 냄으로써 오히려 공간을 종종 덜 안전하게 만든다(Anonymous Refused). 그들은 혼합된 운동에 대하여 백인/남성과 같은 레이블링이 부수적으로 붙여질 수 있는 것임을 부정하며, 의도적으로 백인 우월주의나 가부장적이라는 레이블링을 붙여 버린다. 여기엔 배제가 포용을 창출한다는 환상이 존재한다. 이것엔 사람을 배제할 권력이 그룹에서 기득권이 있는 자들이나 그룹 자체에서 비롯될 경우 문제시되지 않는다는 암시를 통해 드러난다……
희생의 정치를 만들기 위해서는 사람들이 자신의 내재적 가치가 없다는 것을 배우게 함으로써 역할과 관련된 보상 시스템을 믿고 지원하도록 해야 한다(Vaneigem,139). IPs는 특권을 특정 정체성의 부정할 수 없는 속성으로 정의하고 죄책감을 자극함으로써 이 메시지를 전달한다. 사회 범주에 의해 분리된 여러 집단의 경험은 비교할 수 없고 측정될 수 었는 것으로 간주하지만, 동일한 그룹에 속한 개인들은 동등하거나 똑같은 것으로 간주된다……
그들의 모든 수사학적 급진주의에도 불구하고 모든 좋은 마오주의자들이 그러하듯이 이들은 자본주의에 도전하지 않는다. 반대로 펄만(Fredy Perlman)이 민족해방투쟁에 대하여 언급했던 것처럼, IPs가 열망하는 것은 실제로 자본주의적 민족국가건설을 위한 수단일 뿐이다. 어째서 슈퍼마켓의 계산원이 매니저가 아니고 경비원은 경찰서장이 아닌 것일까? 인종차별 때문이다. “민족주의가 그들에게 박해자가될 수 있는 가능성을 제시하고 있을 때, 이후로 그들의 후예들이 여전히 박해받는 자로 남아있을 것이라고 간주하는 것은 합당한 논리가 아니다”(Perlman). 요점은 자유로운 존재가 되는 것이 아니라 박해자가 된다는 것이다. 전체적인 시스템은 손대지 않은채 남겨진 채로 유령이 개편되어 억압은 지속된다......
IPs는 유령의 지배 체계 안의 견해에서 시작하며, 우리가 억압의 체제 안에서 우리의 입장을 파악하도록 격려한다(Gelderloos, 13). 이것은 “급진적인 변화에 관심 있는 사람은 자신을 정의할 수 있는 능력을 포기”해야 한다고 요구한다(Jarach, 5). 대신 사람들은 지배 체제와 IPs에 의해 분류된 기존 사회 범주에 의한 분류에 자신을 녹여야 한다. 자락이 말했듯이 “그들은 어떠한 특정 문화적으로 구성된 마커라도 중요한 가치가 있는 범주로 승격화될 때, 이것이 억압을 일으킬 것이라는 가능성을 상상하지 못한다”(3). 물론, 그들은 그 가능성은 존재치 않는다고 규정한다. 우리는 정말 우리의 범주와 동일하며, 억압이란 범주를 억압하는 것이고, 해방은 범주의 해방을 의미한다. 그리고 확장 집합이 유령으로 축소된다면, 전문가의 지도력이 필요한 것이다.
슈티르너주의적 관점에서 볼 때, 아나키스트들은 유령과 범주의 정권에 의해 배정된 위치에서 시작하는 것이 아니라, 어떤 유령이나 범주로서도 환원될 수 없는 유일한 개인이라는 관점에서 시작해야 한다(유일함과 개성을 모두 포함하여). 슈티르너주의자는 인종주의나 성차별을 누군가를 다른 누군가와 분리되게 하는 특권에 의한 것이 아니라, 다른 유일자나 다른 이의 유일함에 대한 모욕적이고 규범적인 억압의 행위로 인지한다……
아나키는 반드시 어떤 정체성에서 비롯될 필요가 전혀 없다. 슈티르너의 각 사람의 유일한 아이디어에 대한 견해와 같이, 오히려 이것은 이용 가능한 정체성 영역의 밖에 있는 관점에서 나온다. 겔덜루스(Peter Gelderloos)는 자신 경험에 대해 말하길 “사회의 모든 정체성은 나를 맞지 않고 거친 옷감으로 덮어 꿰매어 버리려 했다.”(6), 그리고 “내가 가치 있다 한 모든 유산을 나에게서 빼앗아 갔다.”(7). 비슷하게 익명의 아나키스트가 언급했다. “우리의 임무는 결코 우리 자신의 것인 적이 없던 유령의 특권을 포기하는 것이 아니다. 우리의 개성을 뒤덮는 인위적 정체성을 폭로하고 그 너머로 향하는 것이다(Willful Disobedience)......
만일 억압이 사람들에게 배정된 유령에 의해 강제된 구조라면, IPs는 실제로 유령을 변화되지 못하게 가두어 놓고 정상성을 강화함으로써 억압을 지속시킨다. 만일 누군가 계층적인 권력이 사람들(비백인)에게서 자신의 욕망에 따라 즐겁게 살아가는 것을 방해하기 때문에 나쁘다라고 가정한다면, 자율성을 주요 모순 안에 종속 시키는 것은 적절한 대응이 아니다. 아나키는 유일자에 대한 지배의 기본 구조와 유령의 질서에 의한 흐름에 반대하기 때문에 더욱 나아간다. IPs는 특정 유령의 특권을 폐지하려 하지만, 아나키스트는 총체적으로 유령의 규범적인 권력을 폐지하려 하며, 이는 모든 유령의 특권을 폐지하는 것을 필요로 한다. 슈티르너적 아나키는 특권(어떤 유령이 다른 유령 보다 우월하다는 관점)에서 벗어나는 것에서 나아가 유령에서 벗어나는 것, 즉 유령에게 종속당하지 않는 것을 배우는 것으로 향한다.
정서적으로, 아나키가 지향하는 것은 중재되지 않고 활동적인 기쁨이다. 유령의 계층체계 보다 즉각적이고 자유로운 존재가 되는 단계가 있다. 슈티르너는 “약속 없이”(171), 자신의 역량에 따라 “자유롭게”(167), “가능한 자유롭게”(130) 역량을 부여하는 일종의 격렬하고 즐거운 활동을 이론화했다. 보나노(alfredo m. bonanno)는 자본주의가 우리에게 활동적인 기쁨을 거부한다고 주장했고, “언제나 새롭고 항상 활동적인 충동”에 따라 구동되는 “놀이를 탐구하는 것을 통해서 기쁨을 찾으라”고 조언했다. 이런 놀이의 흥분 속에서 “구세계와 헤어지고 새로운 목표와 다른 가치와 필요를 식별할 수 있는 가능성이 발견된다.”(15-16)......
반대로 IPs의 지배적인 정서는 즉각성의 상실과 소외(죄책감, 우울, 불충분함)의 필연성, 기쁨없는 분노의 형태를 만들어 낸다. 그들은 사람들에게 “어떻게 행동해야 하는지”(Dot Matrix, CWS) 말하는 것에 중점을 둔 정치 스타일을 재현하며, 스펙터클의 힘을 재현하는 역할로서 사람들을 훈련한다. IPs는 전통적인 도덕과 그것의 르상티망의 구조를 재현하며, 자신의 힘을 축하하는 것과는 대조적으로 부정적인 정서로서 타자를 향해 자신의 무력함을 분출한다. "나는 기쁨을 향유할 능력을 잊어버렸다. 네가 그것을 훔쳐갔으니, 너는 처벌 받아야 한다"……
슈티르너적 아나키스트와 IPs의 불일치 중의 하나는 이탈(Exodus)의 문제다. IPs는 이탈을 특권이나 중산층의 전략으로 비난하며, 기존의 억압받는 공동체 안에 뼈를 묻는 것을 선호한다. 예를 들어서 APOC는 CrimethInc를 향해 “사회에서 이탈하는 문화를 장려하며, 이것은 독자/참석자가 그런 특권을 가졌다고 가정한다”라고 언급했다(Anon, Smack a White Boy Part Two)......
가난하거나 소외된 배경은 가진 사람들이 스쾃을 하거나 좀도둑질을 하거나 쓰레기통을 뒤지는 일은 매우 많다……
제임스 스콧(James C. Scott)의 연구에 따르면, 농민 노예 그리고 소외된 집단들은 엘리트 권력에 대한 종속을 최소화 하기 위해 다양한 이탈 전략을 사용했다. 비슷하게 고도로 억압받는 집단이 충분히 분노 한다면, 2005년의 파리, 2011년의 런던, 1992년의 로스 엔젤레스와 같이 가장 호전적인 형태의 시위를 벌인다. 가난한 사람들은 또한 문서화되지 않은 국경 통과에서 마약 거래의 개입에 이르기까지 모든 종류의 고위험 생존 전략을 사용한다. 이탈은 1970년대에 자본주의의 측면을 무너트리는 것에 효과를 나타내기도 했다(Shukaitis).
그렇다면 어째서 IPs는 이탈에 반대하는가? 나는 이 반대의 근본적인 이유가 가난한 사람들이 이탈할 수 없다는 것이 아니라, 그들이 그런 일을 해서는 안되기 때문이라고 추측한다. 이탈은 IPs의 정치적 의제와 모순되는데, IPs의 견해는 기존 프레임 안에서 강한 유령과 정체성에 의존하기 때문이다. 구조 결정론에서 원칙적으로 이탈은 존재해서는 안된다. IPs는 현재의 막힘을 찬양하며, 새장을 내부화하고, 새장이 피할 수 없고 혁명적이라고 주장한다. 이것은 탈출의 관점이 아니며 연대를 가장하는 함정의 관점이다.
IPs의 공동체에 대한 강조는 실제로 장소상실에 대한 두려움에서 비롯된다. 사회에 대한 그들의 이데올로기적 시각은 모든 사람들이 정의할 수 있는 태도를 가질 것을 요구한다. 이것은 뒤집어진 보수주의적 관점이다. 이것을 위해서는 범주가 탈주, 이탈, 변화 보다 지배적인 상태로 유지 되어야 한다. 그러므로 이탈에 대한 금지를 강제할 필요성이 생기며, 이런 금지 정책은 국가와 다른 계층적 시스템과의 유사성을 내비친다. 여기서 그들의 통제할 수 없고, 알 수 없는 것에 대한 두려움을 쉽게 확인할 수 있고, 모든 현실을 고정된 개요로 정렬하려는 욕망이 이러한 담론적 전략 아래에 놓여 있음을 알 수 있다……
이런 모든 것들로 미루어 볼 때, 우리는 IPs가 희생과 포기를 조장하며 억압받는 자들의 해방자 행세를 하는 좌파의 유형이라고 결론을 내리지 않으면 안된다.

Bash Back!이라는 퀴어 반란주의자 그룹은 정체성 정치의 문제를 다음과 같이 지적한다.
정체성 정치는 계급을 넘어선 동맹을 촉진하며, 이는 동맹에서 더 많은 힘을 지닌 사람들(계급사회의 확산에 관심이 있는)이 동맹에서 가장 소외된 사람들을 침묵 시키는 것에 유용하다.
정체성 정치는 피해자 이데올로기에  근거 하고 있으며, 따라서 활동에서 어떤 사람들이 허용될 수 있거나 참여할 수 있는지를 둘러싼 규범을 축하하고 강요한다. 이것은 투쟁에 관한 특정 낭설을 강화함으로서 나타난다.(즉, "오직 시스 백인 남성만이 블랙 블록에 참여한다." 혹은 "억압받는 사람들은 반란의 특정 전략을 감당할 수 없다")
정체성 정치는 언제나 일관된 공동체의 오류에 근거한다. 어떤 프랑스인이 언급하기를 "공동체 사이에서 보다, 공동체 안에서 더욱 커다란 윤리적 다름이 존재한다" 이는
 어떤 공동체나 정체성의 경계에 갇혀있는 사람들이 그들이 반대한다고 간주되어 왔던 사람들 보다 서로 간에 공통점이 적을 수도 있음을 언급한다. 이런 오류는 실제 살아있는 경험 그 자체의 분석이 아니라, 경험의 추상화를 통해 번성 한다. 감옥에 있는 퀴어는 게이 금수저 상원의원 보다 그들의 이성애자 감방 동료와 더욱 많은 공통점이 있다. 그럼에도 "퀴어 공동체" 신화는 이 사회의 적들을 질식 시키며, 이들을 그들의 자칭 대표자에게 복종시키는 일을 하는데 봉사한다.
정체성 정치는 근본적으로 개량주의적이며 여러 위치를 만들어내는 구조를 처음부터 폐지 하고자 하는 것이 아니라, 그런 위치 사이에서 더 유리한 관계를 얻고자 한다. 정체성 정치가들은 "계급차별(classism)"에 반대한다고
말하면서 계급 사회를 온전히 유지하는 것에 만족한다...

닥터 본즈(Dr. Bones)라는 미국의 반란적 아나키즘 성향의 작가는 정체성 정치를 비판하는 글에서 다음과 같이 언급한다. "정체성 정치가 어떻게 싸우는지에 따라 당신은 그것이 세계 해방의 최종 열쇠라고 생각할 것이다. 이 난장판에서 최소한 발견할만한 가치가 있는 것이 있다. 현실은 훨씬 덜 흥미롭다. 어떻게 "해방"되던지 간에 우리는 집단 정체성(group identity)에 우리 자신의 일부를 굴복 시킴으로써, 무언가를 얻어내기 보다는 결국 무언가를 잃게된다."  그리고
그는 Natasha Maria Phoenix 라는 아나키스트의 "The Intersection between Feminism and Stirner Egoism(슈티르너의 에고이즘과 페미니즘의 교차점)"라는 글을 인용한다.
슈티르너의 에고이즘은 사람들이 권위로의 의탁에서 벗어나야할 필요성을 강조한다. 그것은 종교, 정치 혹은 사회적인 요소일 수 있지만, 슈티르너적 에고이스트는 오직 자신을 실존적 권위이자 주권자로 본다. 이것은 스스로 결정을 내리려는 더 높은 신이나 사회 정치적 경향이 아니다. 슈티르너는 외부의 권위의 확인을 찾고자 하며, 이를 그들의 자아에 대한 확신으로 여기는 비자발적 에고에스트에 대하여 말하지 않았다. 다른 말로하면, 이것은 외부에서 찾아야하는 것이 있다고 결정하는 자아이며, 모든 것을 조율하여 이 요구사항을 충족하는 자아이다.
이 자아는 동시에 간수이자 죄수인 자아다.......
자아가 주권적 권위로서 자신을 본다면, 결정을 내리는 것은 결정권자의 역할을 취하기를 원하는 끝없는 외부적 실체의 행렬이 아니라 그 자신이다. 자유주의(liberalism), 세속적 자유 사고, 인간의 집단적 지식에 기여하는 서사와 계몽주의의 이상과 같이 무겁게 상품화 되고 무리같은 브랜딩을 취했지만 오늘날까지 지속되고 있는 이상을 생각할 수 있다. 과연, 막스 슈티르너는 그러한 점을 지적했다. 오늘날 '진보주의'나 '자유 사상의 인본주의'라고 불리는 것들 조차도, 여전히 결정권자의 역할을 맡을 준비가 된 무형의 '유령(spook)'이다......
도라 마즈든(Dora Marsden)은 슈티르너에게 영향을 받아 해방(emancipation)에서 자기해방(self-liberation)을 분리했다. 혹은 이를 자신의 힘을 인지하는 사람과 타자에게 권리를 요구하는 자로 분류할 수 있다.
여기서 반응(reactive)과 활동(active)이 구분된다. 반응은 타자에게 격노한 사람이다. 자신을 도덕적 선이자 짓밟힌 자로 여기면서 타자를 압제자이자 위반자로 비난하며, 타자에게 해방(emancipation)을 요구하는 것이다. '통치하는 자, 권력에 위치한 자는 나쁘다. 그리고 이것이 나를 선으로 만든다.' 반응적인 위치의 사람들은 거의 힘이 없으며, 그들이 얻은 모든 힘은 실제로 활동에서 벗어남으로서 얻어진 부정의 힘이다. 슈티르너의 에고이즘은 그가 소유(Ownness)나 자기향유(Self-Enjoyment)라고 언급한 활동적인 것과 관련된다. 이것은 자유나 사회정의를 위한 십자군이 아니다. 대신 이것은 그의 소유와 그 자신의 고유한 내재적 힘과 자율성에 초점을 맞춘다.
참으로 사람은 그 자신의 힘으로 인하여 자신이 될 권리가 있다. 활동적 위치의 사람은 외부에 의해 정의될 필요 없이 그 자신의 소유로서 자신을 선으로 여긴다.
'진보주의'와 여러 사회 정치적 경향 같은 집단사고로의 의탁은 자율과는 반대된다. 누군가 자신을 페미니스트로 선언 하고 여성에대한 외부적 멍에(종교, 전통, 가부장제, 소비주의 등)를 벗어던졌다고 하면서도 곧 또 다른 사회 정치적 권위의 멍에를 짊어지는 오류를 범한다면, 자유로운 생각이나 다양성을 주장하는 수사학을 사용한다 하더라도, 결국 집단사고나 하이브 마인드(hive-minded) 정치 운동에 매몰되는 것이다. 진실된 페미니스트는 멍에를 매지 않으며 이는 슈티르너의 에고이즘과 동의어가 되거나 교차한다.
어떤 사람이 가볍거나 심각하게 불의의 피해자가 되는 상황이 있다. 불의가 진실인지 상상인지는 전적으로 다른 문제이다. 제거해야 할 것은, 본질적으로 그리고 끊임없이 타자에게 반응하는 끝없는 피해자로서의 사고 방식이다. 그것이 말이든 행동이든 이미지든지 간에, 반응적 피해자의 상태는 영구적이며, 언제나 영구적이였고, 순전히 그들이 짓밟힌 자라는 사실에 근거하여 언제나 '선'이다. 그것이 가부장제, 자본주의, 시스템적 성차별 혹은 어떤 꼬리표가 붙든 간에 여기서 자아는 타자의 최근의 변덕에 의하여 정의 된다...... 수사적으로 공격적인 변덕에 빠진 개인은 거리낌 없이 그들의 힘과 자율을 폐기한다.
사람은 불의와 무례함의 피해자일 수 있고 이는 분명 개인을 손상시킨다. 그러나 영원하거나 상상된 피해자로서의 상태는 외부적 변덕의 자비에 끊임없이 반응해야 하는 사고방식이다.  강함보다는 짓밟힌 상태를 찬양하고 끊임없는 순교를 추구하는 것, 이것은 페미니즘과 자유주의(liberalism)에서 공통적으로 찾을 수 있다. 성모 마리아와 마찬가지로 세속적 여인은 그릇이자 수신자이며, 그 무게를 견뎌야만 하는 것이다. 페미니스트에게 이것은 받아들일 수 없다…...
페미니스트는 자신의 진실한 실현으로서 궁극적으로 고립된 존재, 고독한 에고이스트다. 이것은 이기주의적 불만을 품은 삶이나 은둔, 옹졸함 그리고 자기 자신만을 배려하는 것을 의미하지 않는다. 반대로 고립된 존재는 사회의 군중들과 교류하거나 우정을 나눌 때에도 자신의 분리됨을 유지한다. 군중들 사이에서 그는 그 자신을 유지하며 외부에 의탁하지 않고서 그 자신을 위해 생각한다. 정체성에 집착하는 것을 멈춤으로써 페미니즘을 포함한 모든 집단적 "주의”를 벗어 던진다. 그는 다른 사람들의 자기실현을 돕기 위해 아마 ‘페미니즘’이나 다른 ‘주의’를 옹호하겠지만, 궁극적으로 그는 그 자신이며 오직 그 자신이다……
정체성 정치는 인종이나 성으로서 해방을 말하지만, 슈티르너의 가르침은 최대한의 자기 해방을 선언한다. 이것은 허가를 구하거나 해방을 요구하는 것이 아니며, 타자에게 항의하거나 ‘모두를 위한 자유’라고 소리치는 것도 아니다.
이것은 자신을 자신으로서 자신에게로 선언하는 것이다. 이것은 자신 그 자체의 힘과 강함의 기쁨이다. 이것은 부정이 아니라 긍정의 행동이다. 이것은 페미니즘과 현대 여러 학파들이 잃어버린 본질적인 요소이며, 그 결과로서 점점 빈혈에 시달리며 약해지고 있는 것이다.

### 노동 신성화 거부
노동과 분업 그리고 노동의 거부는 포스트 레프트 아나키의 중요한 문제이다. 밥 블랙은 그의 노동의 폐지(The Abolition of Work)라는 글에서 삶의 모든 부분을 상품 생산과 소비에 전념케 하는 생산 소비 기반의 사회의 폐지를 부르짖었다. 맑스주의의 국가 사회주의를 시장 자본주의 만큼이나 비난하며, 인간이 자유로울 수 있는 유일한 길은 직업과 고용으로부터 그들의 시간을 되찾고, 기존의 노동을 자유로운 놀이라는 형태로 대체해야 한다고 주장한다. 왜냐하면 노동은(경제적, 정치적 수단에 의해 강제되는 생산활동) 세상에서 가장 큰 비참함의 원천이기 때문이다.

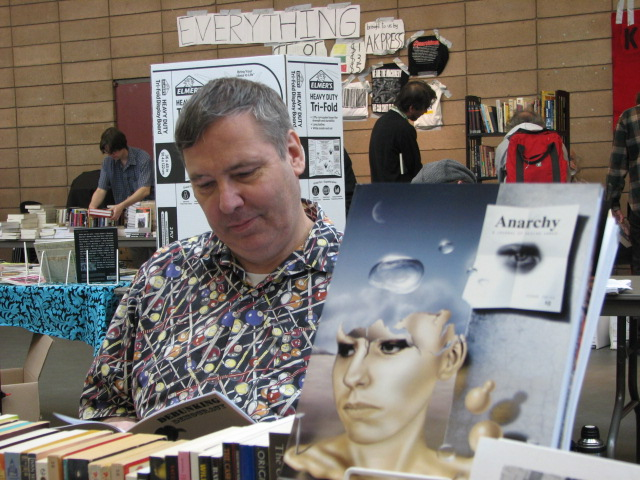
노동의 폐지의 저자 밥 블랙

반대로 놀이는 반드시 규칙에 따라 관리 되는 것은 아니며, 완전한 자유 속에서 자발적인 선물 경제 형태로 수행된다. 그는 마셜 살린스의 연구를 인용하며 과거 수렵 채집 사회의 노동이 오늘날의 노동의 형태가 아니라 이러한 놀이의 형태와 유사했다고 언급했다. 그는 노동이 누적적으로 부과되어 나타난 계층적 사회에의 부상에 대해 말하며 오늘날의 강박적인 노동은 고대인들과 중세 농민들에게조차도 이해하기 어려울 정도로 억압적인 것일거라고 언급했다. 그는 좌파가 노동자라는 범주에서 힘을 추구하는데 집착하고 이는 노동의 독보적인 가치를 요하기 때문에 좌파는 이러한 비판의 맥락을 충분히 진행시킬 수 없다고 주장했다.

### 자기이론
포스트 레프트 아나키스트들은 이데올로기를 부정하며 자기이론의 공동 구성을 추구한다. 개인의 자기 이론에서의 통합된 개인적 맥락(그 혹은 그녀의 모든 관계, 역사, 욕망 그리고 계획등)은 언제나 인식, 이해 및 행동의 주관적 중심이다.공통적 자기이론은 사안에 기반한 그룹과 유사한 점이 있지만, 그러나 그룹이나 조직을 구성하는 개인들에 대한 근본적인 인식을 항상 가지고있다. 맥퀸이 언급하길 “회원 자격의 전제 조건으로 개인의 자율성을 포기해야 하는 좌파 조직과는 달리, 비이데올로기적 아나키스트 조직(혹은 비공식 조직)은 항상 그들을 구성하는 개인의 자율성을 기반한다.”

### 일상과 상황의 창출 그리고 즉각주의
울피 랜드스트라이커는 다음과 같이 언급했다. “사회적 차원과 개인적 차원에서의 삶의 재전유는 본질적으로 우리가 우리의 사회적 정체성의 측면에서 자신을 규정하는 것을 중단할 때만이 발생할 수 있다.”
그리고 “만일 우리가 완전한 자율성과 자유를 얻고자 한다면 이 궤적이 새로운 삶의 방식과 관계를 발전시켜야 하는 방향으로 나아가야 한다는 인식이 요구된다.”“누군가의 위치를 수락하는 추종자를 찾는” 관계의 목표는 더 이상 존재하지 않는다. 대신에 “함께 탐험을 수행하는 동지들과 공모자들”이 필요하다.
하킴 베이(Hakim Bey)는 혁명을 기다리지 말고 즉시 자율 공간으로 발전할 수 있는 공간(지리적, 사회적, 문화 혹은 상상을 비롯하여) 찾을 것을 주장했다. “얼굴을 마주한 그룹의 사람들은 그들의 상호적 욕망, 음식, 격려, 춤과 대화, 삶의 예술 혹은 에로틱한 기쁨이나  공통의 예술품을 창조하거나 행복의 전초를 달성하기 위해 서로 협력한다. 말하자면 이는 에고이스트 연합(슈티르너가 말했듯이)의 단순한 형태이거나, 크로포트킨의 용어로서  “상호 부조”의 기본적인 생물학적 동력이다.”

## 같이 보기
- 반란적 아나키즘
- 일리걸리즘
- 막스 슈티르너

## 더 읽을거리
- Black, Bob (1997). 《Anarchy after Leftism》. Birmingham: CAL Press. ISBN 978-1-890532-00-0.